# Karen Souza
Karen Souza é uma cantora de jazz Argentina, nascida em Buenos Aires  Ganhou relevância com o lançamento de Jazz and the 70´s, uma coletânea de releituras, em 2008 e outros dois trabalhos com temática voltada para os anos 80 e 90. Estes álbuns venderam mais de 1,5  milhões de cópias ao redor do mundo. Ainda gravou o álbum Essentials, com músicas dos discos anteriores com uma composição de Tom Jobim.
Karen é representada pela  gravadora independente [ou editora discográfica independente] Music Brokers em quase todo o mundo, embora na Espanha e Portugal ela seja representada pela Warner Music Spain.

## Carreira
Ela começou sua carreira sob vários pseudônimos, Pacha Ibiza, FTV (FashionTV), Paris Dernier, Hotel Costes e Privé  e colaborando com diversos produtores de música eletrônica, chegando a fazer parte de numerosos sucessos de música House, pelo seu selo  Music Brokers, tais como as versões da Radiohead, "Creep", bem como "Do You Really Want to Hurt Me" e "Personal Jesus". Estes trabalhos foram  editados originalmente numa série chamada Jazz and 80s. Foi durantes esta época que Karen começou a amar o Jazz e começou a fazer composições para o seu próprio álbum.
Em 2010 ela passou vários meses em Los Angeles escrevendo canções com o letrista Pam Oland  e gravando os vocais com o aclamado produtor da Disney Joel McNeely, que recentemente tinha terminado de trabalhar no álbum de Seth MacFarlane, Music is Better Than Words. O álbum chamado Hotel Souza foi lançado em setembro de 2012.
Em outubro daquele ano ela fez diversos shows no Blue Note Café de Toquio  e foi contratada pela JVC Victor  do Japão. Ela também fez turnês em grande escala na América Latina, fazendo shows na Venezuela, Brasil, Argentina e Chile, como também no México, onde tem um clube de fãs muito forte.
Em 2013 ela passou dois meses em turnê pelo México.  Enquanto ela era originalmente conhecida pela sua interpretação dos sucessos dos anos 80, seu repertório nos shows agora incluíam várias músicas próprias, tais como as Paris, Break my Heart e Lie to Me.
O cover da lounge music de Souza, "Creep", da Radiohead foi usado extensivamente no filme de 2013 The Zero Theorem, dirigido por Terry Gilliam, que não estava familiarizado com a interpretação original da música.

## Discografia
- Essentials [13]
- Hotel Souza [14]
- Essentials, Vol. II [15]